# تادئوش باناخیویچ
تادئوش باناخیویچ (۱۳ فوریه ۱۸۸۲، ورشو – 17 نوامبر ۱۹۵۴، کراکوف) منجم، ریاضیدان و زمین‌سنج لهستانی بود.

## حرفه علمی
او در دانشگاه ورشو تحصیل کرد. در سال ۱۹۰۵، پس از تعطیلی دانشگاه توسط روسها، وی به گوتینگن رفت و در سال ۱۹۰۶ به رصدخانه پولکوو نقل مکان کرد. او همچنین در رصدخانه انگلاردت در دانشگاه کازان از سال ۱۹۱۰–۱۹۱۰ کار می‌کرد.

## افتخارات
دهانه قمری باناخیویچ و سیارک کمربند اصلی 1286 Banachiewicza به نام وی نامگذاری شده‌اند.